# Dan Cooper
Pour les articles homonymes, voir Cooper.
Dan Cooper, connue aussi sous le titre Les Aventures de Dan Cooper, est une série de bande dessinée de tradition franco-belge créée en 1954 par Albert Weinberg, qui en est le scénariste et le dessinateur.
Le héros canadien Dan Cooper est l'archétype du pilote de chasse et pilote d'essai héroïque, courageux et juste, qui vit des aventures aériennes aux commandes des appareils les plus divers : avions de chasse (Lockheed F-104 Starfighter), prototypes futuristes, vaisseaux spatiaux imaginaires ou réels, telles les capsules Mercury, Gemini ou Apollo.

## Généralités
Dan Cooper a été créé par Albert Weinberg pour le journal Tintin en novembre 1954. À ce titre, cette bande dessinée se présente comme concurrente directe du Buck Danny de l’hebdomadaire Spirou, pour s’imposer comme l’une des références dans le domaine de la bd aéronautique avec les aventures de Tanguy et Laverdure apparues en 1961.
Elle présente les aventures aériennes du Major Cooper, Canadien français, pilote d'essai de la Royal Canadian Air Force (RCAF) qui a commencé sa carrière dans la Royal Air Force comme pilote de Hurricane au sein du 261 Squadron basé à Malte pendant la Seconde Guerre mondiale. Tout comme son père, Dan Cooper est ingénieur en aéronautique.
Tout au long de ses aventures, Dan Cooper est amené à combattre traitres, espions et autres saboteurs travaillant à la solde de puissances ennemies.

## Les personnages
Curieusement, la nationalité canadienne de Dan Cooper n’est pas immédiatement établie. Il devient « progressivement » canadien tandis que parallèlement la série se détache de la science-fiction et du style graphique d’Edgar P. Jacobs pour devenir plus réaliste. C'est d’ailleurs le moment où Jean-Michel Charlier, le scénariste de Buck Danny et plus tard de Tanguy et Laverdure, fournit trois scénarios de qualité (5 Duel dans le ciel, 6 Coup d'audace, 7 L'Escadrille des Jaguars). Cette participation va d’ailleurs revigorer la série qui est alors en perte de vitesse et apporter une plus grande rigueur dans le scénario et le dessin des aéronefs.
La thématique des premières séries et albums la rapproche initialement des bandes dessinées qualifiées de fantastiques. Albert Weinberg imagine lui-même les plans d’un appareil supersonique à aile delta capable de voler à Mach 4 baptisé Le Triangle Bleu qui donnera son nom à la première série d’aventures et au premier album. Les qualités du héros le propulsent ainsi en véritable pionnier de la conquête spatiale à une époque où la mise en orbite d’un satellite n’était encore qu’une chimère.
Après avoir dompté Le Triangle Bleu, Dan Cooper s’octroie une escapade dans l’espace avec Le maître du soleil grâce à une fusée expérimentale qui « puise son carburant dans la haute atmosphère » (principe du statoréacteur peut-être inspiré par le Leduc français). Dans ces premiers albums, il est confronté à un adversaire récurrent : Sanders ! Un ex-scientifique travaillant pour les Cooper, qui trahit son pays. Il s'agit d'un pendant au fameux Olrik de Blake et Mortimer, très en vogue déjà à l'époque. Dans le 4e album de la série, intitulé Cap sur Mars, Dan Cooper et son équipage atteignent l’un de deux satellites naturels de la planète Mars, Déimos, à bord d’une fusée interplanétaire construite par son père, le Cosmos
D'autres épisodes viennent occasionnellement rappeler les prémices de la bande dessinée, notamment lorsque Dan Cooper effectue un vol dans la proche banlieue de la Terre (S.O.S. dans l'espace) ou se retrouve aux prises avec de mystérieux humanoïdes à la peau bleue observant la terre depuis l’espace.
Albert Weinberg va peu à peu abandonner ce thème de la Science-Fiction tandis que va s’affirmer le caractère du personnage, ce qui va donner des volumes ancrés dans une thématique purement aéronautique. L'auteur s’attache alors à décrire la vie des pilotes et de leur entourage au sein de leur environnement sur les bases aériennes.
Dans les années 1970-80, le dessin de Weinberg se fait plus précis sur les avions, au détriment cependant des personnages qui étaient nettement mieux dessinés dans les années 1960.
Les différents types de personnages récurrents : 
Dan Cooper fait partie à plusieurs reprises de "teams" acrobatiques. À ce titre, il côtoie principalement deux équipes : l'une au Canada (dont les personnages ont été imaginés par J.M. Charlier) les Blue Thunders : Lafleur, Carter, Louverture et Chibbou et une seconde équipe en Allemagne les Bisons rouges : les frères Gagnon, Tremblay et Lavigueur.
Citons le personnage de Pierrot (une concession au journal Tintin, où un enfant devait exister dans les séries éditées par le journal belges), un caniche du nom de Coquin (...) et surtout sa petite amie le temps de quelques albums : la jolie Norvégienne Randi.

## Les publications de Dan Cooper
Albert Weinberg est à la fois scénariste et dessinateur de Dan Cooper, à l’exception de trois volumes intitulés Duel dans le ciel, Coup d'audace et L’Escadrille des Jaguars scénarisés par Jean-Michel Charlier.
Weinberg a été particulièrement prolifique entre 1970 à 1980, période durant laquelle il mène de front plusieurs séries telles que Dan Cooper et Les Barracudas dans le journal Tintin, au détriment de la qualité remarquent certains et pour des journaux étrangers, il réalise d'autres séries durant les années 1970 : Giovannie di Celli et Aquila en Italie, les Aquanautes en Belgique, Knut Andersen en Norvège ou encore dans le journal allemand Zack, il réalise une quarantaine d'histoires courtes encore inédites en France (en 2012) des séries Dan Cooper et Barracudas.

### Dan Cooper dans le Journal de Tintin
La série Dan Cooper apparaît pour la première fois dans le numéro 323 du Journal de Tintin daté du 30 décembre 1954.

### Les albums de Dan Cooper
Les histoires à suivre parues dans le Journal de Tintin sont rassemblées dans des volumes à dos cartonné par les Éditions du Lombard. En moyenne, l’album est publié dans une fourchette comprise entre un peu moins de deux ans et un peu plus de trois ans après la première apparition des planches dans Tintin. Il est à noter que le tome 23 - Opération Jupiter paru en 1979 est une ancienne aventure parue dans le journal en 1958, mais restée jusqu'alors inédite en album (parue entre "le mur du silence" et "cap sur mars"). Quelques pages introductives sont d'ailleurs ajoutées par l'auteur à cette occasion.
Le rythme de parution est d’environ un album par an, sauf entre 1969 à 1971 avec deux albums dans l’année.
Les albums sont publiés initialement par Le Lombard. Les tomes 24, 25 et 26 sont édités par Fleurus en 1979 et 1980 tandis que les tomes 27 à 36 sont édités par Novedi (distribué par Hachette) à partir de 1981 puis par Dargaud à partir du tome 37 La vrille en 1989.

### Super As
La revue Super As est l’occasion pour Weinberg de poursuivre ses publications de Dan Cooper. Ces nombreuses histoires, parues en France entre 1979 et 80, ont été préalablement édités en Allemagne dans la revue Zack entre 1974 et 1980. Les albums numéros 24-25 et 26 sont donc d'abord parus en Allemagne (R.F.A.), respectivement dans le journal Zack à partir du 11/8/1977, du 5/5/1978 et du 28/12/1978. Le tome 27 parait simultanément dans les journaux Zack et Super As (lesquels dépendent du même groupe). Les albums paraissent dans la revue principale et les histoires courtes dans des hors-série trimestriels, à l'image de ce que faisait le journal Tintin avec ses Tintin Sélection.

### Pocket
Dan Cooper a également fait l’objet d’une parution en 1983 au format de poche broché souple dans la collection Pocket de l’éditeur EPI (Éditions Presses Internationales). Leur réalisation peu soignée laisse apparaître une assez mauvaise qualité de papier et d’impression. Leur action se déroule au début des années 1980. En tout et pour tout, trois numéros ont paru en France.
Ces petits albums sont d'abord parus en Allemagne en 1980 et 81 chez Zack pocket édité par Koralle. Quatre petits albums sont parus outre-Rhin.

### Intégrale Dan Cooper
Les Éditions du Lombard entreprennent la réédition de tous les épisodes sous forme d'intégrales, rétablissant le bon ordre de parution. Ces volumes regroupent dans un volume plusieurs récits de la B.D. avec des inédits, des récits de l'auteur, ou d'autres documents rares. Le tome 1 qui paraît en mai 2000 comporte ainsi 160 pages en couleurs. Il comprend les épisodes Le Triangle bleu, Le Maître du Soleil et Le Mur du Silence. Le tome 12 paru en mars 2004 comporte par contre 198 pages en couleurs ainsi qu'une page "spécial anniversaire 50 ans de Dan Cooper" avec une interview d'Albert Weinberg.
On peut regretter en revanche, que cette "intégrale" ne soit que partielle : il manque en effet toutes les histoires courtes, certaines paraissent chez d'autres éditeurs, au cours des années 2000.

### Hors Série Dan Cooper
Les éditions Loup/Hibou ont entrepris la publication d'épisodes de Dan Cooper inédits en album. Si le premier d’entre eux, baptisé Mystères et secrets, contient quatre histoires inédites réalisées par l'auteur au début des années 2000, les quatre autres reprennent des histoires parues en France dans Super As en 1979 et 80. Elles sont agrémentées, pour les deux derniers albums, d'une histoire inédite dessinée pour l'occasion par Albert Weinberg.
Le H.S. n°5 contient un récit inédit, un récit paru dans super As 56, et deux parus dans Tintin Sélection (n° 12 et 13).
1. Dan Cooper (Hors Série), no 1 - novembre 2004 - Mystères et secrets Éditions Loup
Comporte 4 mini-récits :
Chibou (inédit, 8 pl)
O.V.N.I. (inédit, 10 pl)
Prémonition? (6 pl. parues en 2002)
Coup au but! (parue en 2003)
2. Dan Cooper (Hors Série), no 2 - octobre 2005 - Échec et Mat ! – Éditions Hibou
Comporte 3 mini-récits : 
Zone magnétique
Pilotes traqués
Colis explosif pour Hongkong
3. Dan Cooper (Hors Série), no 3 - octobre 2006 - Les intrus – Éditions Hibou
Comporte 3 mini-récits :
Violation de frontière
Action immédiate
L'espion noir
4. Dan Cooper (Hors Série), no 4 - Août 2008 – Tous azimuts – Éditions Hibou
Comporte 4 courts récits : 
Rendez-vous orbital
Le cousin de Catania
Les otages (inédit, 8 pl.)
Boneyard 22
5. Dan Cooper (Hors Série), no 5 - décembre 2010 – L'île aux géants – Éditions Hibou
Comporte 4 courts récits : 
Les justiciers de l'espace
Le baron rouge
Terreur à red cliff
l'île aux géants (inédit, 8 pl.)

### Missions de Dan Cooper
L’année 2006 voit la parution aux Éditions Hibou d’un album cartonné au format rappelant celui des 16/22, intitulé Les Paras. Baptisée Mission, cette série comprend deux histoires courtes, Les paras et Chute libre, parues respectivement dans Tintin Sélection no 5 de novembre 1969 et no 3 de mai 1969.
Contrairement à la série Pocket, la qualité de l’album est irréprochable avec une impression pages couleur en alternance avec les pages en N&B sur papier glacé, comme à l'origine dans les recueils Tintin Sélection.

## Les avions de Dan Cooper
La série apparaît bien documentée sur le plan technique. Elle est dessinée avec une minutie et un réalisme qui rappellent le travail de Edgar P. Jacobs sur Blake et Mortimer.
La série Dan Cooper fait la part belle aux avions anglo-saxons tels qu’on les retrouve au sein des forces aériennes du Commonwealth Britannique (RAF, RCAF, RAAF). Ainsi, un bombardier Avro Vulcan apparaît dans l'un des premiers albums de la série. Le volume Coup d'audace met en scène un Handley Page Victor britannique rebaptisé « Kangourou » censé représenter un prototype conçu par le père de Dan Cooper pour larguer un prototype dénommé « Boomerang » qui ressemble beaucoup au North American X-15 mais avec une livrée jaune au lieu du noir.
Dans Ciel de Norvège, Pilotes perdus ou Acrobates du Ciel apparaissent CF-104 Starfighter et F-100 Super Sabre.
Les appareils sont parfois encore présents à l’état de prototypes, tel le Hawker P.1127, précurseur du Hawker Siddeley Harrier dans Le secret de Dan Cooper.
Les derniers albums voient apparaître le CF-18, version acquise par le Canada d'un appareil bien connu notamment dans le monde de l'aéronavale, le F/A-18 Hornet.

## Adaptations sous forme de disques d'aventure
Jean Maurel adapte trois bandes dessinées pour les éditions Festival :
- Le Triangle bleu. 1957. Grand Prix du Disque de l’Académie Charles Cros.
- Le Maître du soleil. 1958.
- Le Mur du silence. 1959.

## Lien avec l'affaire D.B. Cooper
Dans l'affaire D. B. Cooper, le pirate de l'air anonyme ayant réussi à fuir en sautant en parachute du Boeing 727 qu'il avait détourné s'était présenté à l'embarquement sous le nom de Dan Cooper. Le fait que le personnage soit un parachutiste ne fait que renforcer le mythe D.B. Cooper. Cependant la bande dessinée, jamais traduite en anglais, n'était pas connue aux États-Unis à l'époque.